# قتل فادیمه شاهیندال
فادیمه شاهیندال (انگلیسی: Murder of Fadime Şahindal ; ۲ آوریل ۱۹۷۵ – ۲۱ ژانویهٔ ۲۰۰۲) یک مهاجر کرد بود که در سن هفت سالگی از ترکیه به سوئد مهاجرت کرد. او در ژانویه ۲۰۰۲ توسط پدر خود رحمی شاهیندال در یک جنایت ناموسی به قتل رسید.

## زندگی‌نامه
فادیمه شاهیندال دانش آموز با استعدادی بود و قصد رفتن به دانشگاه را داشت اما والدینش نامه پذیرش دانشگاه را از او مخفی کردند. وی هنگامی‌که به‌طور تصادفی متوجه شد که به هر حال در یک دوره تحصیلی پذیرفته شده‌است، ناراحت شد.
متعاقباً خانواده‌اش اصرار داشتند فادیمه با پسر عموی خود که در یک روستای کردنشین در ترکیه ساکن است ازدواج کند، او به مخالفت پرداخت و درعوض تصمیم گرفت تا با یک مرد سوئدی رابطه برقرار کند. فادیمه ابتدا این رابطه را از خانواده‌اش مخفی نگه داشت، اما پدرش متوجه موضوع شد. شاهیندال سپس خانواده خود را ترک کرد و به سونسوال نقل مکان نمود، در جستجو برادرش او را پیدا کرد و وی را تهدید کرد. او برای حفاظت به پلیس مراجعه کرد و پلیس ابتدا به او توصیه کرد با خانواده‌اش صحبت کند. او وقتی نتیجه نگرفت داستان خود را در رسانه‌های سوئد درج کرد و پس از آن دوباره به پلیس مراجعه نمود و در نتیجه به او یک هویت مخفی ارائه شد. شاهیندال با مراجعه به رسانه‌ها موفق شد از حمایت مقامات سوئد برخوردار شود. او علیه پدر و برادرش به اتهام تهدیدهای غیرقانونی شکایت کرد و پیروز شد.
شاهیندال قرار بود یک ماه بعد از آن در ژوئن ۱۹۹۸ با دوست پسرش پاتریک به خانه او برود اما پاتریک در یک تصادف رانندگی جان باخت. او را در اوپسالا به خاک سپردند. پدر شاهیندال او را از رفتن به قبرستان در اوپسالا منع کرد، زیرا نمی‌خواست فادیمه به آنجا برود. نالین پکگول، یک نماینده کرد سوئدی در پارلمان، در مورد مصالحه‌ای مذاکره کرد که در آن شاهیندال موافقت کرد از اوپسالا دور بماند و پدرش قول داد که او را تعقیب نکند.
در ۲۰ نوامبر ۲۰۰۱، شبکه خشونت علیه زنان سمیناری را با موضوع «ادغام با شرایط چه کسی؟» ترتیب داد. در طول این سمینار، شاهیندال در مقابل مجلس نمایندگان دربارهٔ داستان شخصی خود صحبت کرد.

## قتل

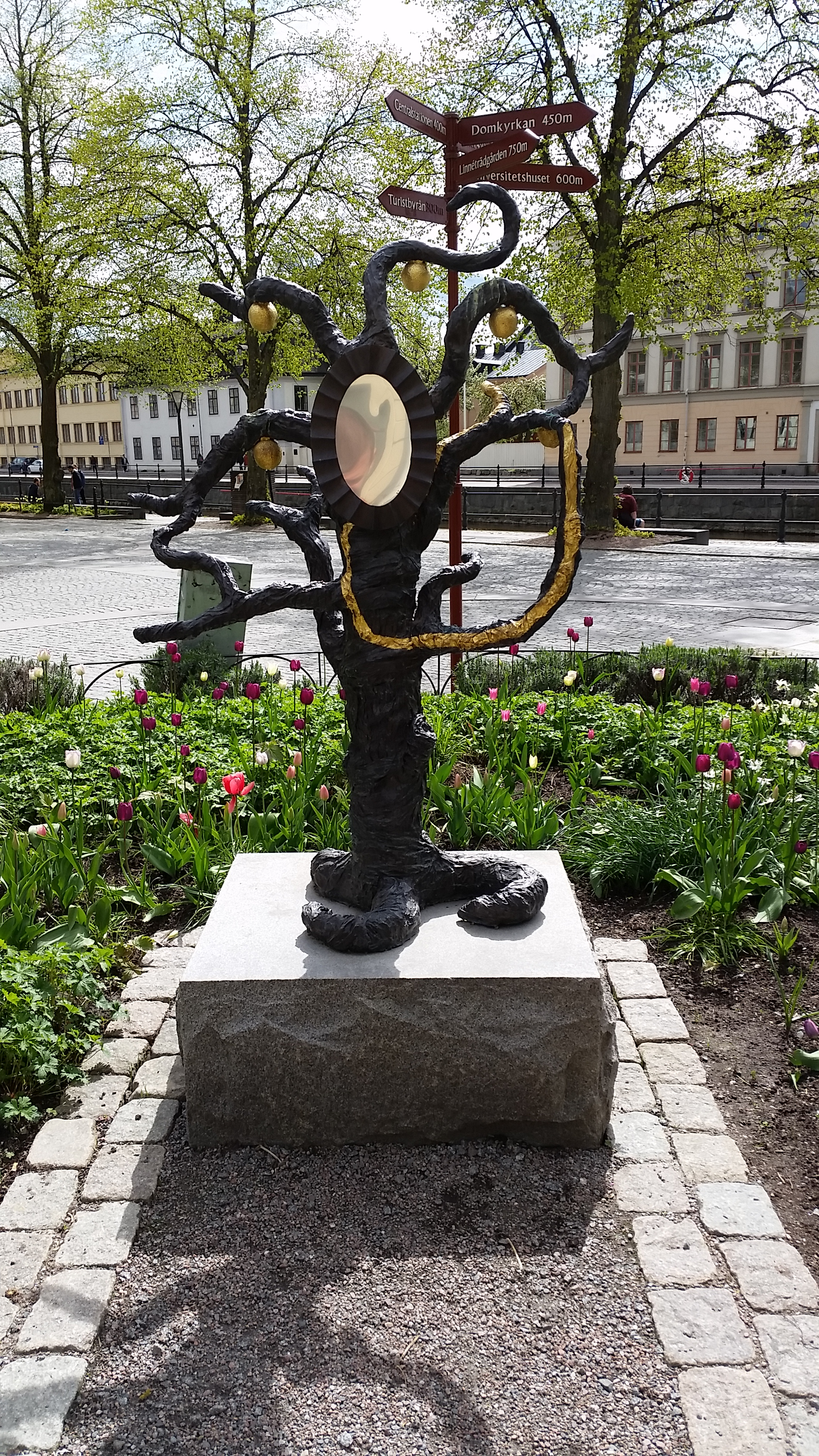
مقبره فادیمه شاهیندال در قبرستان قدیم اوپسالا

در ۲۱ ژانویه ۲۰۰۲، شاهیندال قبل از سفر به کنیا (در آفریقا) برای یک دوره کارآموزی شش‌ماهه در رشته جامعه‌شناسی، مخفیانه به زادگاهش در اوپسالا برای دیدار مادر و خواهرانش رفت. در حین دیدار، پدرش از راه رسید و در مقابل چشمان مادر و دو خواهرش به سر او شلیک کرد. شاهیندال در اوپسالا به خاک سپرده شد. گزارشی از این مراسم در مجله اکسس منتشر شد.

## تحقیق و محاکمه
رحمی شاهیندال در مواجهه با پلیس اعتراف کرد و در دفاع از خود گفت که بیمار است. با وجود این اعتراف، یکی از پسرعموهایش بعداً سعی کرد پلیس را متقاعد کند که وی او را کشته‌است. در جریان محاکمه، پدرش گفت که مرد دیگری شاهیندال را کشت، اما مدعی شد که او نمی‌تواند هویت قاتل را با تهدید به مرگ فاش کند.
پدر او در نهایت توسط دادگاه سوئد متهم به قتل شد و به حبس ابد محکوم گردید. او در ۲۰۱۸ پس از ۱۶ سال حبس آزاد شد. قتل او بحثی را در سوئد در مورد ادغام مهاجران برانگیخت و سؤالاتی را در مورد مرگ پاتریک ایجاد کرد.

## برای مطالعهٔ بیشتر
- آکپینار، آیلین. «مجتمع افتخار/شرم بازبینی شده: خشونت علیه زنان در زمینه مهاجرت.» انجمن بین‌المللی مطالعات زنان جلد ۲۶، شماره ۵، سپتامبر تا اکتبر ۲۰۰۳، صفحات 425-442. DOI: 10.1016/j.wsif.۲۰۰۳٫۰۸٫۰۰۱.
- ویکان، یونی (۲۰۰۸). به افتخار فادیمه: قتل و شرم. ترجمه آنا پترسون. شیکاگو: انتشارات دانشگاه شیکاگو. شابک ۹۷۸-۰-۲۲۶-۸۹۶۸۶-۱. بایگانی شده از نسخه اصلی در ۲۰۱۱-۰۶-۰۴. گزیده‌ای را بخوانید
- فادیمه شاهیندال در واژگان بیوگرافی زنان سوئدی